# سادالی (ساردینیا)
سادالی (به ایتالیایی: Sadali) یک کومونه در ایتالیا است که در استان کالیاری واقع شده‌است. سادالی ۴۹٫۸۸ کیلومتر مربع مساحت و ۱٬۰۵۴ نفر جمعیت دارد و ۷۰۵ متر بالاتر از سطح دریا واقع شده‌است.